# Бунбуйское муниципальное образование
Бунбуйское муниципальное образование — муниципальное образование со статусом сельского поселения в 
Чунском районе Иркутской области России. Административный центр — поселок Бунбуй.

## Демография
По результатам Всероссийской переписи населения 2010 года 
численность населения муниципального образования составила 491 человек, в том числе 237 мужчин и 254 женщины.

## Населённые пункты
В состав муниципального образования входят населённые пункты
- Бунбуй
- Выдрино
- Ганькина
- Неванка[2]